# Birodalmi átok

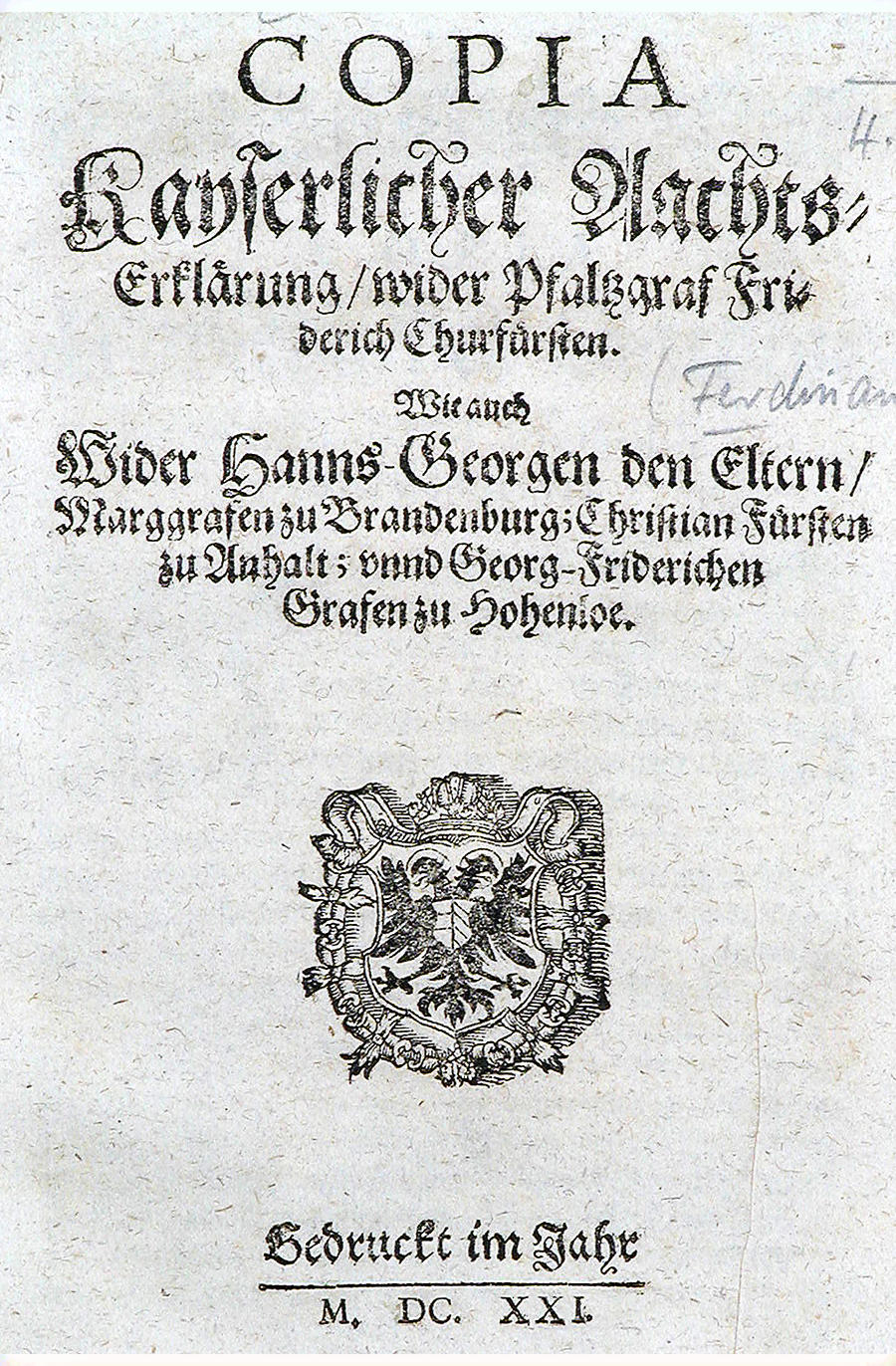
A II. Ferdinánd német-római császár által 1621 januárjában elrendelt birodalmi átok V. Frigyes pfalzi választófejedelem ellen

A birodalmi átok (németül: Reichsacht) a Német-római Birodalomban használt büntetési forma volt, amelyet a német király illetve a német-római császár mondhatott ki egy személyre vagy egy városra. A büntetés területi hatálya az egész birodalomra kiterjedt.

## A középkorban
A középkorban a jogszolgáltatás és az állami (császári) közigazgatás nem volt elégségesen kiépítve, így a bírósági ítéleteket nem lehetett hatékonyan végrehajtani, és a tettesek ki tudták magukat vonni a felelősségre vonás alól. A birodalmi átok ezen az állapoton hivatott segíteni azzal, hogy a jogi közösség segítségéhez folyamodott: az elkövetőt jogfosztottá nyilvánították, és a jogi közösség bármely tagja végrehajthatta rajta az ítéletet.
Az elkövető az átok folytán elveszítette a jogképességét, és bárki büntetlenül megölhette. A vagyona gazdátlanná vált, bárki magához vehette. A hűbérbirtokok azonban visszaszálltak a királyra, aki kimondta az átkot, vagy a hűbérúrra.
Az átok alól csak azzal lehetett szabadulni, ha az illető önként alávetette magát a bíróságnak és a büntetésnek. Ha ezt nem tette meg, akkor egy szász év után (egy év, hat hét és három nap) végképp jogfosztottá vált, a felesége özvegynek, a gyermekei árvának számítottak.
A birodalmi átok visszavonása előtt a követeléseket ki kellett elégíteni, és egy feloldozási díjat is kiszabtak. Az átok visszavonásával az egykori kiátkozott teljesen visszanyerte előző jogi állapotát és vagyonát. Akik az átok időtartama alatt a kiátkozott javait birtokolták, vissza kellett adniuk a vagyont, de a hasznot megtarthatták. 
1220-tól kezdődően a birodalmi átkot nem csak a német-római király illetve a német-római császár mondhatta ki, hanem a Confoederatio cum principibus ecclesiasticis 7. cikkelye alapján hat hét múltán kvázi automatikusan követte az anatémát: nem kellett hozzá sem külön vád, eljárás vagy birodalmi ítélkezés. Az 1235-ös mainzi béke után a birodalmi átok automatikusan kiterjedt azokra is, akik védelmet és segítséget kínáltak a kiátkozottaknak.

## A korai újkorban
V. Károly német-római császár az 1519-es megválasztása érdekében olyan írásbeli ígéretet tett, hogy a birodalmi átkot császárként nem mondja ki kiátkozási eljárás lefolytatása nélkül. 
A korai újkorban a birodalmi átkot főképpen a következő esetekben alkalmazták:
- fontos birodalmi adók nemteljesítése
- felségsértés
- a birodalmi béke megszegése
- a bírósági eljárás alóli kibújás

A birodalmi átkot városokra is ki lehetett mondani. Miután Donauwörth város polgárai megszegték a vallásbékét, II. Rudolf német-római császár 1607-ben birodalmi átokkal sújtotta a várost. A büntetés 1609-ig maradt érvényben.

## Birodalmi átokkal sújtott híres személyek
- 1180: Oroszlán Henrik, mivel vonakodott katonai támogatást nyújtani  I. (Rőtszakállú) Frigyes császárnak
- 1208: VIII. Ottó bajor palotagróf, Sváb Fülöp német király meggyilkolása miatt
- 1225: Friedrich von Isenberg gróf, mivel agyonütötte nagybátyját, I. Engelbert kölni érseket
- 1235: VII. Henrik német király, mivel szembefordult apjával, II. Frigyes császárral
- 1512 és 1518: Götz von Berlichingen, először rablás, másodjára zsarolásos emberrablás miatt
- 1521: Luther Márton és követői (wormsi ediktum), eretnekség és szakadárság miatt
- 1546: I. János Frigyes szász választófejedelem és I. Fülöp hesseni tartománygróf a schmalkadeni háború során
- 1566: Wilhelm von Grumbach, a birodalmi béke megszegése miatt
- 1614: Vinzenz Fettmilch, az általa vezetett frankfurti zsidóellenes felkelés miatt
- 1621: V. Frigyes pfalzi választófejedelem, valamint György Vilmos brandenburgi őrgróf, I. Keresztély anhalt–bernburgi herceg és Georg Friedrich von Hohenlohe-Neuenstein-Weikersheim gróf, Frigyes cseh királlyá kikiáltása miatt
- 1706: József Kelemen kölni választófejedelem, mivel a spanyol örökösödési háborúban XIV. Lajos francia király pártjára állt
- 1793 Georg Forster, a francia forradalmi kormánnyal való együttműködése miatt

## Fordítás
Ez a szócikk részben vagy egészben  a   Reichsacht című német Wikipédia-szócikk ezen változatának fordításán alapul.  Az eredeti cikk szerkesztőit annak laptörténete sorolja fel. Ez a jelzés csupán a megfogalmazás eredetét és a szerzői jogokat jelzi, nem szolgál a cikkben szereplő információk forrásmegjelöléseként.